# Hever (ø)
 For alternative betydninger, se Hever. (Se også artikler, som begynder med Hever)
Hever (på ældre dansk Hæfræ) var i middelalderen en ø i Utlande i det sydvestlige Sønderjylland. Øen blev blandt andet nævnt i Kong Valdemars Jordebog fra 1231. Sydvest for øen lå naboøen Holm (eller Udholm), adskilt af vandstrømmen Falsdyb. Senere blev te to øer forbundet. De udgjorde sammen Udholm eller Holmbo Herred.
I dag er Hever-området en del af halvøen Ejdersted. Største by på den tidligere ø var Vesterhever. Landsbyen Østerhever lå derimod på Heverens modsatte bred på Everskop.

## Kort
- Hever i det sydvestlige Sønderjylland
- Ejdersted bestod i 1200-tallet af (Ud-)Holm, Hever (Hæfræ), Everschop (Giæthning/Garding) og det egentlige Ejdersted (Thynning/Tønning)

|  | Denne artikel kan blive bedre, hvis der indsættes geografiske koordinater Denne artikel omhandler et emne, som har en geografisk lokation. Du kan hjælpe ved at indsætte koordinater i wikidata. |